# 2-Aminoanthrachinon
2-Aminoanthrachinon ist eine chemische Verbindung aus der Gruppe der substituierten Anthrachinone.

## Gewinnung und Darstellung
2-Aminoanthrachinon kann durch Reaktion von erwärmtem wässrigem Ammoniak und Nitrobenzol mit Natriumanthrachinon-2-sulfonat oder Ammonolyse von 2-Chloranthrachinon gewonnen werden.
Die Verbindung wurde 1921 erstmals kommerziell in den USA hergestellt.

## Eigenschaften
2-Aminoanthrachinon ist ein brennbarer, schwer entzündbarer, dunkelbrauner Feststoff, der praktisch unlöslich in Wasser ist. Er zersetzt sich bei Erhitzung über 292–295 °C.

## Verwendung
2-Aminoanthrachinon wird als Zwischenprodukt zur Herstellung von Farbstoffen (z. B. Pigment Blue 22) verwendet.